# El Cerrillo
El Cerrillo är en ort i Mexiko.   Den ligger i kommunen Valle de Bravo och delstaten Mexiko, i den södra delen av landet, 110 km väster om huvudstaden Mexico City. El Cerrillo ligger 1 791 meter över havet och antalet invånare är 330.
Terrängen runt El Cerrillo är lite bergig. Runt El Cerrillo är det ganska tätbefolkat, med 116 invånare per kvadratkilometer. Närmaste större samhälle är Ixtapan del Oro, 13,7 km nordväst om El Cerrillo. I omgivningarna runt El Cerrillo växer huvudsakligen savannskog.